# Zambia ved sommer-OL 2024
 Der er for få eller ingen kildehenvisninger i denne artikel, hvilket er et problem. Du kan hjælpe ved at angive troværdige kilder til de påstande, som fremføres i artiklen.

Zambia deltog i sommer-OL 2024 i Paris, Frankrig i perioden 26. juli til 11. august 2024.

## Medaljer
| 2024 Paris | Guld | Sølv | Bronze | Total |
| Zambia     | 0    | 0    | 1      | 1     |

### Medaljevinderne
| Zambia under sommer-OL 2024 i Paris | Zambia under sommer-OL 2024 i Paris | Zambia under sommer-OL 2024 i Paris | Zambia under sommer-OL 2024 i Paris | Zambia under sommer-OL 2024 i Paris |
| Medalje                             | Navn                                | Sport                               | Event                               | Dato                                |
| ----------------------------------- | ----------------------------------- | ----------------------------------- | ----------------------------------- | ----------------------------------- |
| Bronze                              | Muzala Samukonga                    | Atletik                             | Herrernes 400 m                     | 7. august                           |